# Antoni Lange (malarz)
Antoni Lange (ur. 1774 w Wiedniu, zm. 30 listopada 1842 we Lwowie) – malarz, grafik i dekorator teatralny pochodzenia austriackiego, syn aktora wiedeńskiego teatru dworskiego.
Studiował malarstwo u Lorenza Adolfa Schönbergera (1768–1846). W roku 1810 zamieszkał we Lwowie. Pracował jako dekorator w teatrze Jana Nepomucena Kamińskiego. Zajmował się malarstwem pejzażowym. Malował zamki wschodniej Galicji, między innymi w Zbarażu, Olesku, Trembowli. Na podstawie obrazów i rysunków Langego powstały w roku 1824 w zakładzie Piotra Pillera dwa pierwsze we Lwowie albumy litografii: „Zbiór widoków cenniejszych ogrodów w Polsce” i „Zbiór najpiękniejszych okolic w Galicji”.
Czternaście obrazów Langego zdobiło pomieszczenia lwowskiego ratusza. Artyście zlecano dekorowanie miasta z okazji uroczystości, na przykład wizyt koronowanych głów.

## Dzieła i galeria
- Zamek w Olesku (1819)
- Zamek w Podhorcach
- Kąpielisko we Lwowie
- Staw Pełczyński we Lwowie
- Wały gubernatorskie
- Pohulanka
- Centnerówka
- Trembowla (1839)

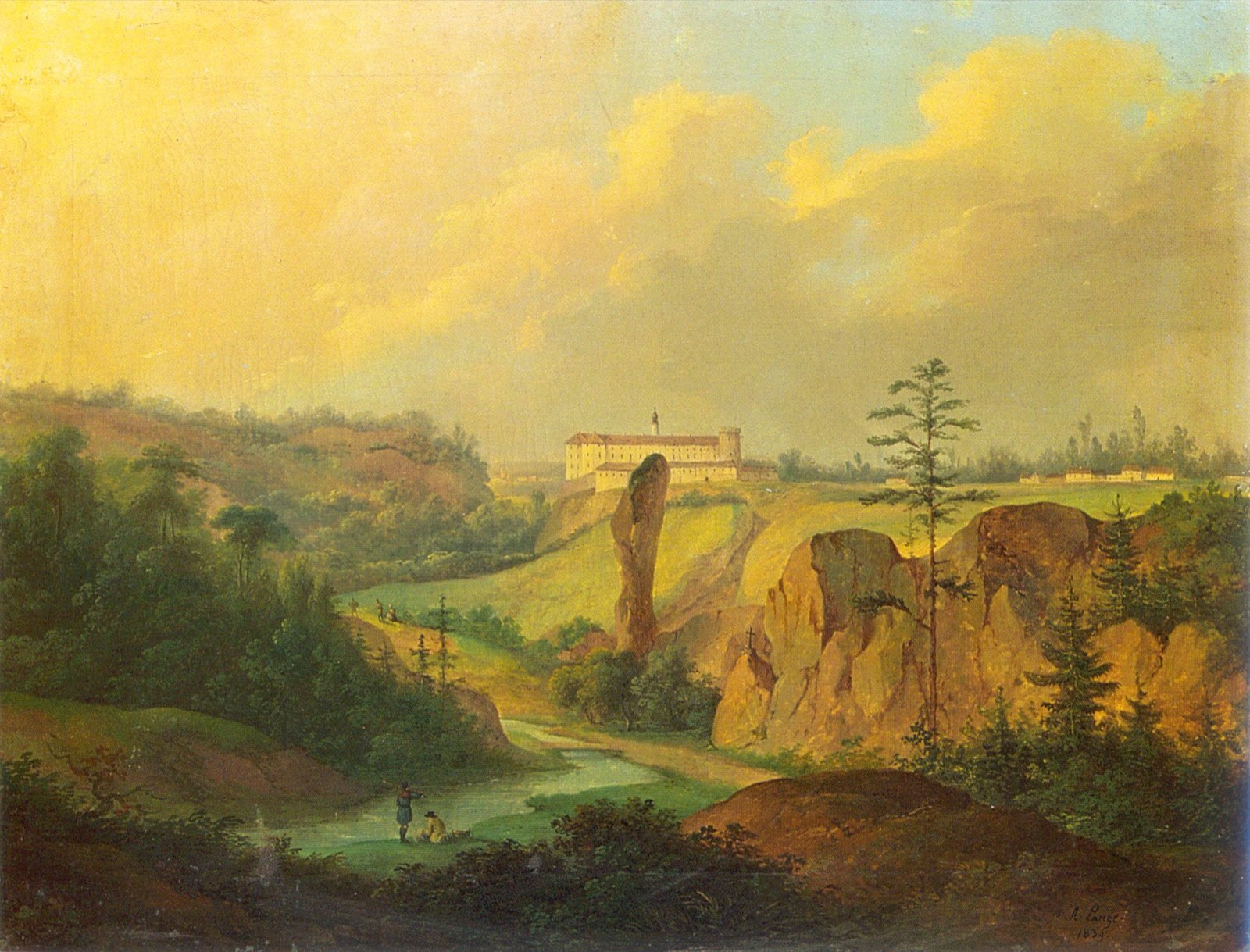
Zamek w Pieskowej Skale, 1839, Lwowska Galeria Sztuki
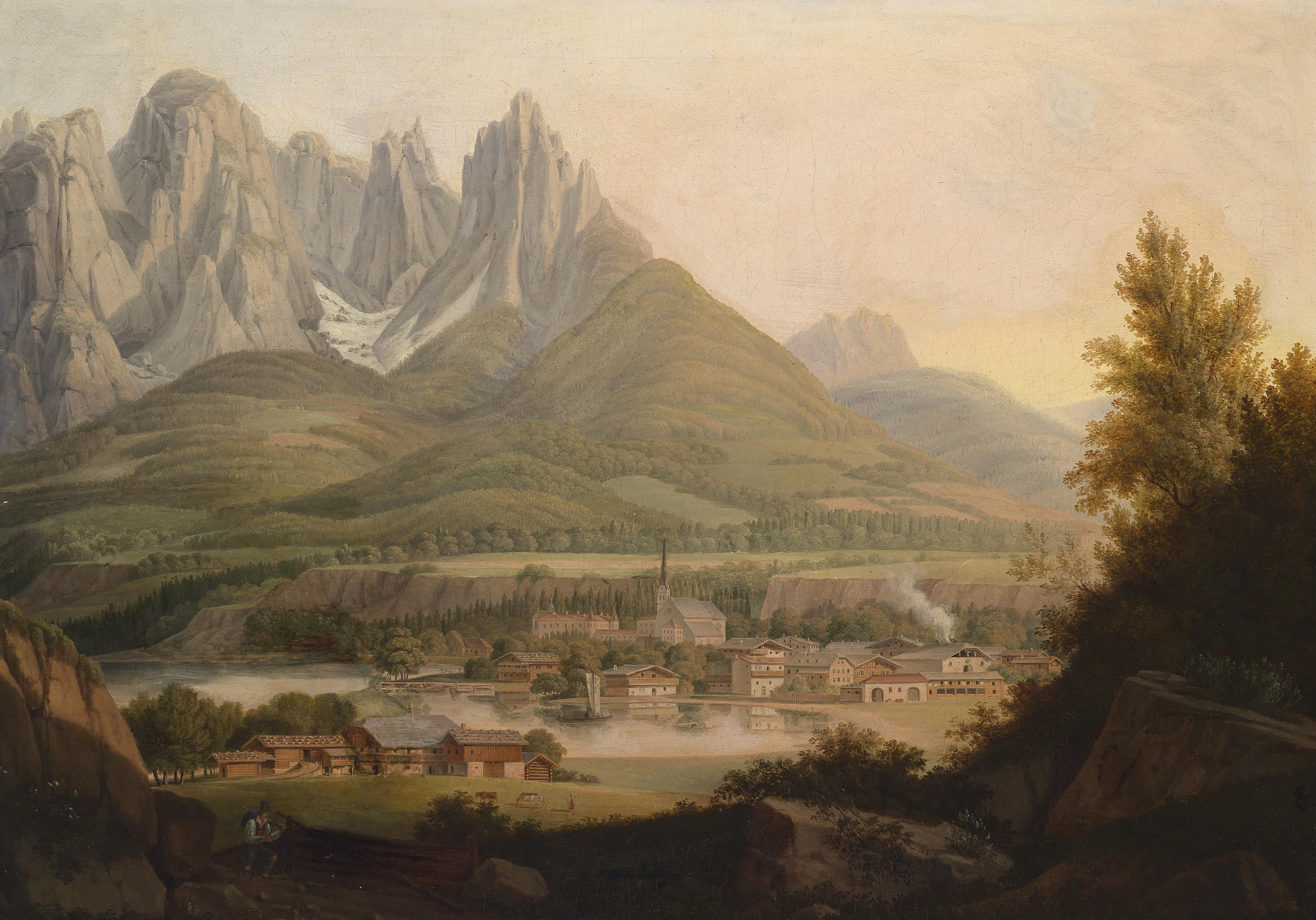
Miasto nad rzeką
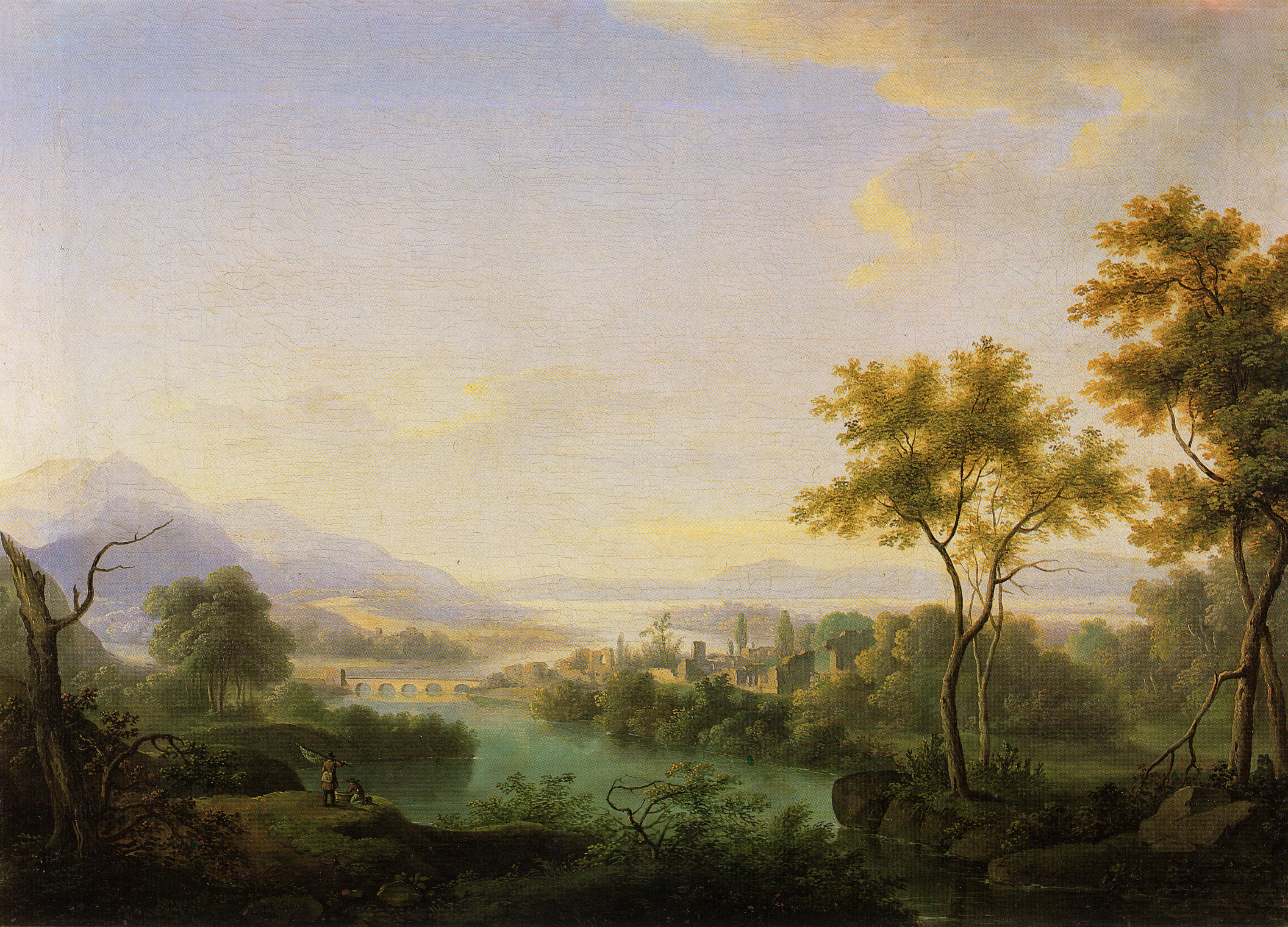
Krajobraz z rybakami
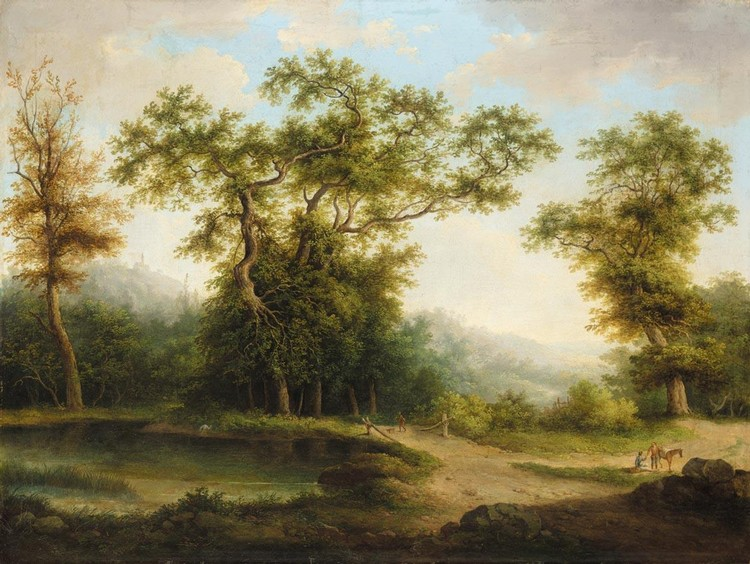
Krajobraz wiosenny z jeziorem